# Никольское (Воротынский район)
Никольское — деревня в составе Семьянского сельсовета в Воротынском районе Нижегородской области.

## Географическое положение
Деревня Никольское расположена возле федеральной автотрассы «Волга» в 12 км от районного центра Воротынца и в 3 км к востоку от Семьян.

## История
Деревня основа примерно в 1850 годах, притоком людей послужило массовое выселение неугодных людей из села Огнёв Майдан, расположенного в Воротынском районе Нижегородской области, так и была основана деревня Воровские выселки (название по старому) ныне Никольское.
Расположение деревни очень удачное, земли благодатные, поля очень ровные, сама деревня находится на очень ровном месте. В советские времена люди отличались своим трудолюбием, и кто же не знал из Воторынского района про китайскую бригаду из деревни Никольское, это была одна из самых лучших колхозных рабочих бригад всего района.